# Annona aurantiaca
Annona aurantiaca Barb.Rodr. – gatunek rośliny z rodziny flaszowcowatych (Annonaceae Juss.). Występuje endemicznie w Brazylii – w stanach Tocantins, Maranhão, Goiás oraz Mato Grosso. 

## Morfologia
PokrójZimozielone drzewo dorastające do 2–5 m wysokości.
LiścieMają eliptyczny kształt. Mierzą 3–15 cm długości oraz 2–7 szerokości. Są prawie skórzaste. Nasada liścia jest prawie sercowata. Liść na brzegu jest całobrzegi. Wierzchołek jest tępy.
KwiatySą pojedyncze. Rozwijają się na szczytach pędów. Mają 6 płatków o pomarańczowej barwie.
OwoceMają kształt od odwrotnie owalnego do kulistego.

## Biologia i ekologia
Rośnie w cerrado. Występuje na wysokości od 500 do 700 m n.p.m.